# Gregori Martorell
Gregori Martorell (actiu durant el segle xvi), fou un abaixador i paraire de Tortosa.
Fou també ministril de la capella de música de la Seu tortosina. Es va casar amb dues ocasions: la primera, amb Càndia Espelta, que també provenia d'una família de músics de la ciutat. En segones núpcies es va casar amb Maria de Luna, d'origen aragonès, amb qui tingueren Francesc Martorell i de Luna, els padrins del qual foren Esteve Curto i Teodora Curto, de la noblesa tortosina.